# Rubin (priimek)
Rubin je priimek več oseb:
- Josif Grigorevič Rubin, sovjetski general
- Rick Rubin (*1963), ameriški glasbeni producent
- Robert Edward Rubin, ameriški politik
- Vera Cooper Rubin, ameriška astronomka
- Władysław Rubin, poljski kardinal